# XP-41 (航空機)
XP-41
- 用途：戦闘機
- 製造者：セバスキー
- 運用者： アメリカ合衆国
- 初飛行：1939年3月
- 生産数：（試作のみ）
- 運用状況：退役

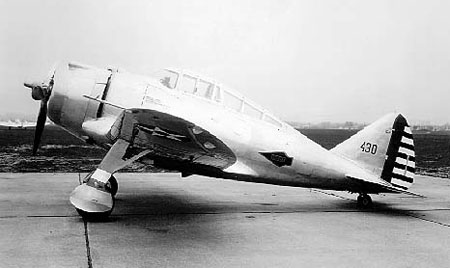
側面からの写真。

セバスキー XP-41（英語：Seversky XP-41）は、1939年にアメリカ合衆国で製作された戦闘機である。アメリカ陸軍航空隊向けに開発されていた。試作のみであり、量産はなされなかった。
かつてセバスキー社が開発した P-35 の発展型で、エンジンを2速式過給機付きのプラット・アンド・ホイットニー R-1830-19 に変更したこと、空気抵抗の少ない風防を採用したこと、降着装置を後方引込式から内側引込み式に改めたことが主な変更点であった。XP-41 の開発は XP-43（後の P-43 ランサー）と並行して進められ、1939年3月に初飛行を果たしたが、陸軍航空隊が XP-43 により強い関心を示したため、XP-41 の開発は中止となった。

## 諸元
出典: Fact Sheets > Seversky XP-41
諸元
- 乗員: 1名
- 全長: 8.2m （27 ft 0 in）
- 全高: 3.8 m （12 ft 6 in）
- 翼幅: 11.0 m（36 ft 0 in）
- 翼面積: 20.4 m2 （219.5 ft2）
- 空虚重量: 2450 kg （5390 lb）
- 運用時重量: 3000 kg （6600 lb）
- 最大離陸重量: 3273 kg （7200 lb）
- 動力: プラット・アンド・ホイットニー R-1830-19 複列14気筒星型エンジン 2速過給機付き プロペラ、895 kW （1200 hp）   × 1

性能
- 最大速度: 517 km/h （323 mph、279 kt）
- 巡航速度: 470 km/h （292 mph、254kt）
- 航続距離: 1168 km （730マイル、634海里）
- 実用上昇限度: 9600 m （31500 ft）
- 翼面荷重: 147.1 kg/m2 （30.1 lb/ft2）
- 馬力荷重（プロペラ）: 0.298 kW/kg （0.400 hp/kg、0.182 hp/lb）

武装
- 固定武装: 12.7mm 機関銃 × 1、7.62mm 機関銃 × 1